# Berat Djimsiti
Berat Ridvan Djimsiti (alb. Berat Ridvan Xhimshiti, ur. 19 lutego 1993 w Zurychu) – albański piłkarz szwajcarskiego pochodzenia, grający na pozycji środkowego obrońcy we włoskim klubie Atalanta BC oraz w reprezentacji Albanii. Uczestnik Mistrzostw Europy 2024.

## Kariera klubowa
Swoją karierę piłkarską Djimsiti rozpoczął w 2007 roku w klubie FC Zürich. W 2009 roku zaczął grać w rezerwach tego klubu. W 2011 roku stał się również członkiem pierwszego zespołu FC Zürich. 3 marca 2012 zadebiutował w Swiss Super League w przegranym 0:1 domowym meczu z FC Sion, gdy w 84. minucie zmienił Heinza Barmettlera. 20 maja 2015, w swoim drugim występie ligowym, strzelił pierwszego gola w lidze szwajcarskiej, a FC Zürich pokonał w derbach Zurychu Grasshoppers 1:0. W sezonie 2012/2013 stał się podstawowym zawodnikiem FC Zürich. W kwietniu 2014 wystąpił w wygranym 2:0 po dogrywce finale Pucharu Szwajcarii z FC Basel.
W 2016 jest zawodnikiem klubu Atalanta BC.
| Sezon   | Klub        | Kraj       | Rozgrywki    | Mecze | Gole |
| ------- | ----------- | ---------- | ------------ | ----- | ---- |
| 2011/12 | FC Zürich   | Szwajcaria | Super League | 2     | 1    |
| 2012/13 | FC Zürich   | Szwajcaria | Super League | 34    | 0    |
| 2013/14 | FC Zürich   | Szwajcaria | Super League | 26    | 1    |
| 2014/15 | FC Zürich   | Szwajcaria | Super League | 33    | 2    |
| 2015/16 | FC Zürich   | Szwajcaria | Super League | 15    | 1    |
| 2015/16 | Atalanta BC | Włochy     | Serie A      | 3     | 0    |
| 2016/17 | Avellino    | Włochy     | Serie B      | 35    | 0    |
| 2017/18 | Benevento   | Włochy     | Serie A      | 30    | 0    |
| 2018/19 | Atalanta BC | Włochy     | Serie A      | 13    | 1    |

## Kariera reprezentacyjna
Djimsiti grał w młodzieżowych reprezentacjach Szwajcarii na różnych szczeblach wiekowych. W 2015 roku zdecydował się reprezentować Albanię. W kadrze Albanii zadebiutował 4 września 2015 roku w zremisowanym 0:0 meczu eliminacji do Euro 2016 z Danią, rozegranym w Kopenhadze. 11 października 2015 w meczu tych eliminacji z Armenią, wygranym przez Albanię 3:0, strzelił swojego premierowego gola w kadrze narodowej.